# Добровейн, Исай Александрович
Исай Александрович Добровейн (при рождении И́цхок Зо́рахович Барабе́йчик; 15 февраля 1891, Нижний Новгород, Россия — 9 декабря 1953, Осло, Норвегия) — российский и норвежский пианист, дирижёр и композитор.

## Биография
Родился в Нижнем Новгороде, в музыкальной еврейской семье. Отец, Зорах Осипович Барабейчик (? — 20 февраля 1911)), играл на тромбоне и ударных инструментах в оркестре нижегородского театра; мать — Александра Израилевна Добровель. Брат, Леонид Александрович Барабейчик (1889—1975), профессор Государственного музыкального техникума, пианист, в 1921—1960 годах — солист оркестра Большого театра. Был усыновлён дедом — Израилем Лейбовичем Добровелем, чья видоизменённая фамилия стала псевдонимом музыканта.
Окончил Московскую консерваторию (1911), ученик Константина Игумнова (фортепиано) и Сергея Танеева (композиция); затем некоторое время учился за границей у Леопольда Годовского. Концертировал как пианист (в том числе в составе трио с Мишей Мишаковым и Григорием Пятигорским), дирижировал театральными оркестрами (1920—1922). Дружил с Горьким, Нансеном. Известно, в частности, что Добровейн играл для Ленина его любимую сонату Бетховена «Аппассионата» на квартире Екатерины Пешковой, бывшей жены Горького. В 1916 году женился на Марии Альфредовне Руперти, студентке медицинского факультета Высших женских курсов.
С 1923 года жил за рубежом, первоначально обосновавшись в Германии, где принял участие в работе над германской премьерой оперы Модеста Мусоргского «Борис Годунов» в Дрезденской опере. В 1929 году получил гражданство Норвегии. Руководил Филармоническим оркестром Осло (1928—1931), Будапештской оперой (1927—1928), Сан-Францисским (1931—1934) и Гётеборгским симфоническими оркестрами (1941—1953). Автор фортепианных и скрипичных произведений, романсов, театральной музыки.

## Киновоплощение
- 1963 — «Аппассионата». Роль Добровейна сыграл известный пианист Рудольф Керер